# الكدام (تعز)
الكدام هي إحدى قرى الجمهورية اليمنية. وهي تتبع جغرافيًا لمحافظة تعز. وإداريًا لمديرية المعافر. يبلغ تعداد سكانها 1858 نسمة حسب الإحصاء الذي جرى عام 2004.